# Película de superhéroes

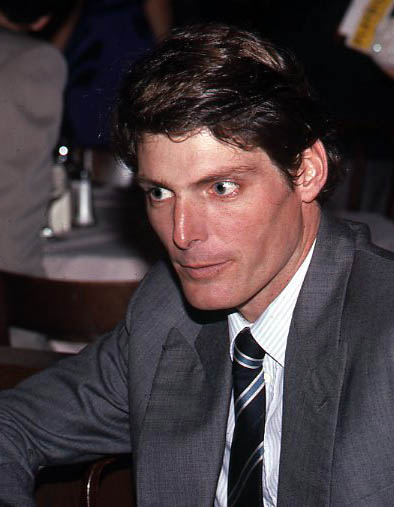
El actor Christopher Reeve adquirió fama mundial al interpretar a Superman.

Una película de superhéroes es una película de acción, fantasía, ciencia ficción o drama que se centra en las acciones de uno o más superhéroes, personas que normalmente poseen habilidades sobrehumanas en relación con una persona normal. La primera película de un personaje en particular a menudo incluye una explicación del origen de sus poderes especiales, y generalmente también el primer enfrentamiento contra el archienemigo o supervillano más famoso. Es habitual que la trama gire alrededor de los esfuerzos de los superhéroes para frustrar graves amenazas globales de consecuencias significativas.
La mayoría de las películas de superhéroes son adaptaciones de cómics, donde son más prominentes, o en algunos casos, de revistas pulp (como es el caso de las múltiples adaptaciones al cine del héroe El Zorro). Sin embargo, algunas películas como Darkman, El protegido, Hancock o Los Increíbles son originales del cine.
Las famosas películas de superhéroes de DC Comics y Marvel Comics como Superman, Batman, Mujer Maravilla, Flash, Shazam, Spider-Man, Hulk, X-Men, Capitán América y Los Vengadores.

## Historia

### Primeros años
Casi inmediatamente después de que los cómics de superhéroes alcanzaran su cénit, éstos comenzaron a ser adaptados a películas seriales emitidas los sábados, empezando con Aventuras del Capitán Marvel (1941) y continuando con Batman (1943), El Fantasma (1943), Capitán América (1944) y Superman (1948).
En las próximas décadas, la disminución de las series del sábado y la agitación en la industria del cómic ponen fin a las películas de superhéroes, con excepción de los episodios de la serie de televisión Aventuras de Superman (1952-1958) y Batman (1966), adaptación cinematográfica de la serie de televisión Batman protagonizada por Adam West. Otras películas de superhéroes de la década de los 1960´s son Danger:Diabolik (1968), basada en el personaje supervillano italiano Diabolik; Mr. Freedom (1969); y las películas de serie B Rat Pfink a Boo Boo (1966) y  The Wild World of Batwoman (1966).

### Años posteriores
Superman de Richard Donner (1978), la primera gran película de superhéroes, resultó ser un éxito de crítica y un éxito comercial. Tras el éxito de Superman, la década de los 80 se inició con la secuela Superman II de Richard Lester (1980) y terminó con Batman de Tim Burton (1989). Otras películas estrenadas entre los años 1980 y 1990 fueron: Flash Gordon (1980), La Cosa del Pantano (1982), Superman III (1983), Supergirl (1984), El Vengador Tóxico (1986), Superman IV (1987), El Castigador (1989), Dick Tracy (1990), The Rocketeer (1991), Batman Returns (1992), La Sombra (1994), Batman Forever (1995), Judge Dredd (1995), El Fantasma (1996) y Men in Black (película de 1997). De Marvel Comics, Capitán América (1991) y Los 4 Fantásticos (1994). El Cuervo de Alex Proyas (1994) se convirtió en la primera película independiente de cómics de superhéroes que estableció una franquicia. Batman y Robin de Joel Schumacher (1997), fue duramente criticada por ser demasiado cómica y mordaz, mientras que El Cuervo trajo un nuevo concepto de violencia ausente en las anteriores películas de superhéroes populares dirigidas a audiencias más jóvenes. El éxito de El Cuervo catalizó la publicación de una versión cinematográfica de Spawn (1997). Con Blade (1998), Marvel convierte por primera vez una película en una franquicia.

### Década de 2000
La década de 2000 llevó adelante algunas de las franquicias de superhéroes más rentables en la historia. Se inició con el éxito sorpresa de Bryan Singer X-Men (2000), que también se convirtió en una franquicia, pero con menos violencia que la serie de Blade. Más tarde se estrenaron Spider Man (2002), Daredevil (2003), La liga de los hombres extraordinarios (2003), Hulk (2003), Catwoman (2004), Hellboy (2004), Los cuatro fantásticos (2005), Ghost Rider (2007), Iron Man (2008), Punisher:Zona de Guerra (2008), y Watchmen (2009). Muchas secuelas y spin-off también fueron lanzados durante toda la década, incluyendo Blade II (2002), X-Men 2 (2003), Spider-Man 2 (2004), Blade: Trinity (2004), Elektra (2005), X-Men: The Last Stand (2006), Los 4 Fantásticos y Silver Surfer (2007), Spider-Man 3 (2007), Hellboy 2: el ejército dorado (2008) y el spin-off X-Men Origins: Wolverine (2009). 
Otras películas de superhéroes no procedentes de Hollywood fueron: Faust: Love of the Damned (2001), Ultraman (2004) de Japón, Krrish (2006) de Bollywood y Mercury Man (2006) de Tailandia. Algunas otras mezclan géneros, como El protegido (2000), un thriller sobre un hombre que aprende de un misterioso comerciante de cómics que está destinado a convertirse en un superhéroe moderno; Los Increíbles (2004) de Pixar, aclamada por la crítica por ser una película de animación orientada a la familia; Sky High (2005), fusión de los géneros cinematográficos de superhéroes y adolescentes; o Mi súper ex novia (2006), una combinación de película de superhéroes y comedia romántica.
Algunas series de las décadas actuales y las anteriores también se lanzaron, como Superman II: The Richard Donner Cut (2006). Otras series descartaron la continuidad de las películas publicadas anteriormente y comenzaron un reinicio: Batman Begins (2005) y The Incredible Hulk (2008). Superman Returns (2006) es única debido al hecho de que es una secuela de las dos primeras películas de Superman, pero también un reinicio para la tercera y cuarta películas. La secuela de Batman Begins, The Dark Knight (2008) se convirtió en la película más taquillera de cómics hasta 2012 cuando fue desplazada por The Avengers, y la película de superhéroes más nominada en la historia de Premio de la Academia con 8 nominaciones, incluyendo mejor actor de reparto por Heath Ledger. Eso hasta la llegada de la película Joker en 2019 que recibió 11 nominaciones en los premios de la academia, incluyendo el premio al mejor actor para Joaquin Phoenix.

### Década de 2010
Tras la mención de una "Iniciativa: Vengadores" ("Avengers Initiative") en Iron Man, Marvel lanzó Iron Man 2 el 7 de mayo de 2010, planeando lanzar Thor el 20 de mayo de 2011, y Capitán América: el primer vengador el 22 de julio de 2011 para expandir el Universo cinematográfico de Marvel. También la adaptación cinematográfica del cómic Kick-Ass fue lanzada en abril de 2010, al igual que una nueva versión del programa de televisión El Avispón Verde (2011), también, Green Lantern (2011) y X-Men: primera generación (2011). En mayo de 2012 se estrenó el primer crossover de super héroes en la pantalla grande: The Avengers dirigido por Joss Whedon, uniendo a Iron Man, Hulk, Thor, Capitán América, Black Widow y Hawkeye (los últimos dos con apariciones anteriores como secundarios en Iron Man 2 y Thor, respectivamente). A su vez se estrenó en julio la última entrega de la trilogía de Batman por Christopher Nolan, The Dark Knight Rises, la primera entrega del reinicio de Spider-Man por Marc Webb, The Amazing Spider-Man, y en septiembre se estrenó la adaptación del personaje de los cómics de 2000 AD, Dredd personaje que protagonizó el actor neozelandés Karl Urban. En junio de 2013, se estrenó El hombre de acero, reinicio de la franquicia de Superman, bajo la dirección de Zack Snyder y producida por Christopher Nolan. Marvel Studios estrena Iron Man 3 y la secuela de Thor, Thor: The Dark World. También se estrenó Wolverine: Inmortal. En abril de 2014, se estrenaron Captain America: The Winter Soldier, Guardianes de la Galaxia y The Amazing Spider-Man 2: Rise of Electro y en mayo X-Men: días del futuro pasado. En 2015 se estrena la esperada secuela de The Avengers, Avengers: Age of Ultron y en julio es el estreno de Ant-Man, y 20th Century Fox estrena el reboot de Los Cuatro Fantásticos. Ya Marvel Studios, como DC Comics junto con Warner Bros. han anunciado sus futuros proyectos; Marvel hasta 2019 y DC hasta 2020. Y como 20th Century Fox, teniendo los derechos de los X-Men y de Los Cuatro Fantásticos, decidió no quedarse atrás y anunciar los proyectos que tenían para los personajes. En 2016 hay siete películas de superhéroes; llega Batman v Superman: Dawn of Justice, teniendo a Ben Affleck como Batman y regresa Henry Cavill como Superman, también se estrena Escuadrón Suicida teniendo a reconocidos actores. Marvel Studios estrena Capitán América: Civil War donde el Capitán América se enfrentará a Iron Man, y llega la película de Doctor Strange interpretado por Benedict Cumberbatch. Por parte de Fox, estrenan la película del mercenario Deadpool y otra de los mutantes llamada X-Men: Apocalypse. En 2017 llega la secuela de los Guardianes de la Galaxia llamada Guardianes de la Galaxia vol. 2; la tercera película de Thor titulada Thor: Ragnarok y el reboot de Spider-Man, titulada Spider-Man: Homecoming ahora hecho por Marvel Studios junto con Sony Pictures Entertainment. Warner estrena la película de Wonder Woman interpretada por Gal Gadot y se unen los héroes de DC Comics y hacen un crossover en la película Liga de la Justicia; y Fox estrenaría la secuela del reboot de Los Cuatro Fantásticos, pero debido al fracaso de esta, tanto en críticas como taquilla, fue cancelada. Se estrena la tercera película de Wolverine titulada Logan. En febrero de 2018, llega la película sobre el rey de Wakanda, Black Panther interpretado por Chadwick Boseman, en abril llega una batalla épica que une a casi todos los superhéroes conocidos del Universo cinematográfico de Marvel: Avengers: Infinity War y en julio se estrena Ant-Man and the Wasp, en octubre Venom (2018) un reinicio del personaje interpretado por Tom Hardy. Por último, se estrena la película de Aquaman interpretado por Jason Momoa. En 2019 se estrenó Capitana Marvel protagonizada por Brie Larson seguida de Avengers: Endgame, Spider-Man: Lejos de casa. DC estrenó la película de Shazam, y por último también estrenó la película basada en el origen de su trastornado personaje Joker protagonizado en esta ocasión por Joaquin Phoenix. De parte de 20th Century Fox estrena Dark Phoenix, la última película de la saga de X-Men.

### Década de 2020
En 2020, DC inició el año estrenando la película Aves de presa con Margot Robbie retomando el papel de Harley Quinn. En marzo se estrenó Bloodshot protagonizada por Vin Diesel. El 28 de agosto se estrena mundialmente en Netflix, Orígenes secretos. Con la pandemia del coronavirus se pospusieron estrenos de varias productoras. Después de que esta fuera pospuesta desde el 2017 y con muchísimos problemas para estrenarse, se estrena The New Mutants, la última cinta producida por Fox antes del posible reinicio que hará Marvel Studios con los mutantes. Con múltiples retrasos se logra el estreno de Wonder Woman 1984 en cines y en la plataforma de HBO Max. En 2021, se estrena en la plataforma Disney+ la primera serie de Marvel Studios, WandaVision, protagonizada por Elizabeth Olsen y Paul Bettany. Poco después, en HBO Max se estrena un proyecto pedido por muchos fans después de la polémica causada por Liga de la Justicia de Joss Whedon de 2017 y por el abandono del director Zack Snyder del proyecto, por lo que se estrena Liga de la Justicia de Zack Snyder, corte del director con duración mucho mayor a la de su antecesora, escenas extra, diferente formato y contaría con la adición de personajes como Darkseid. Posterior a esto se estrena la serie The Falcon and the Winter Soldier de Marvel en Disney+, que continúa el arco argumental del escudo del Capitán América.  El 4 de junio se estrenó Samaritan, película que está dirigida por Julius Avery y protagonizada por el experimentando actor Sylvester Stallone. El 11 de junio estrenó Loki, serie de Disney+ protagonizada por Tom Hiddleston, y en julio se estrenó Black Widow en cines y con Premier Access en Disney+; película que tuvo a Scarlett Johansson repitiendo su papel de la Viuda Negra. El 4 de agosto estrenó The Suicide Squad, película de James Gunn que le dio una diferente historia al equipo presentado en 2016 por David Ayer, el 11 de agosto estrenó What If...?, serie animada que presentó realidades alternas del UCM. En septiembre, Marvel Studios estrenó la película Shang-Chi y la leyenda de los Diez Anillos, siendo la primera película con un superhéroe asiático en la historia del cine; y en octubre Sony estrenó Venom: Let There Be Carnage, secuela de Venom (2018) en la cual Tom Holland y J.K. Simmons hacen cameos sin acreditar como sus personajes del UCM, Peter Parker / Spider-Man y J. Jonah Jameson, respectivamente, en la escena poscréditos. En noviembre se estrenó la película Eternals y la serie Hawkeye. En diciembre se estrenó Spider-Man: No Way Home, en la que aparecen los actores Willem Dafoe, Alfred Molina, Thomas Haden Church, Jamie Foxx y Rhys Ifans, retomando sus papeles de las anteriores películas de Spider-Man como el Duende Verde, Doctor Octopus, Sandman, Electro y el Lagarto respectivamente. En 2022, DC inicio el año con la serie de HBO Max, Peacemaker en enero con John Cena retomando su papel como Peacemaker de The Suicide Squad; en marzo de 2022 estrenó The Batman, película que se constituyó como la cuarta representación fílmica del personaje, en agosto estrenó la serie de Netflix, The Sandman siendo esta la primera adaptación de acción en vivo del personaje, y la película Black Adam en octubre, que cuenta con el regreso de Henry Cavill como Superman en la escena posterior a los créditos. Sony estrenó la película Morbius en abril. Por su parte, Marvel estrenó la serie Moon Knight en marzo, la película Doctor Strange en el multiverso de la locura en mayo que tuvo el regreso de Wanda Maximoff y la introducción de los Illuminati,  con el regreso de Patrick Stewart, Anson Mount, Hayley Atwell y Lashana Lynch con sus papeles de Charles Xavier, Black Bolt, Capitana Carter y Maria Rambeau/Capitana Marvel respectivamente, introduciendo a John Krasinski como Reed Richards; la serie Ms. Marvel en junio que sirve como montaje a la trama de The Marvels; la película Thor: Love and Thunder en julio que contó con el regreso de Natalie Portman como Jane Foster quien se ha convertido en Mighty Thor; la serie She-Hulk: Attorney at Law en agosto que tuvo el regreso de Matt Murdock/Daredevil; en octubre se estrenó el primer especial de televisión de Marvel, Werewolf by Night; en noviembre se estrenó la película Black Panther: Wakanda Forever y el especial The Guardians of the Galaxy Holiday Special. En 2023, Marvel iniciará estrenando Ant-Man and the Wasp: Quantumania en febrero; Guardianes de la Galaxia Vol. 3 en mayo y The Marvels en julio. Marvel también tiene programado estrenar varias series de televisión en ese año como: la segunda temporada de What If...? e Invasión Secreta a comienzo de año; Echo y la segunda temporada de Loki a mediados de año; con Ironheart y Agatha: Coven of Chaos a finales de año. Por parte de DC, se tiene previsto que se estrene ¡Shazam! La furia de los dioses en marzo; The Flash en junio; Blue Beetle en agosto y Aquaman y el Reino Perdido en diciembre. Además, Sony planea estrenar Kraven the Hunter en octubre. En 2024, Marvel empezará el año con la película Capitán América: New World Order en mayo; seguida de Thunderbolts en julio; Blade en septiembre y una película de Deadpool y Wolverine sin título en noviembre. Marvel también planea estrenar varias series como: Daredevil: Born Again a comienzos de año; con las series animadas: Spider-Man: Freshman Year y Marvel Zombies. Por parte de Sony, se estrenaran las películas El Muerto en enero y Madame Web en febrero. En 2025, Marvel tiene planeado estrenar: Fantastic Four y Avengers: The Kang Dynasty.  En 2026, Marvel tiene previsto estrenar Avengers: Secret Wars, con Armor Wars sin fecha definida. Marvel tiene planeado estrenar varias series sin fecha definida aún, entre ellas: una serie sin título centrada en Wakanda; Spider-Man: Sophomore Year; Wonder Man; una serie centrada en Nova; una tercera temporada de What If...? y Vision Quest.

## Críticas

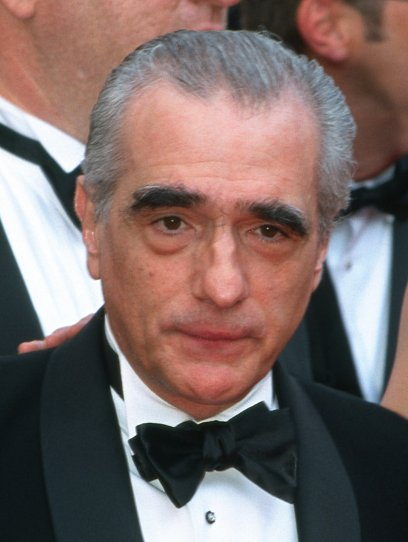
El director Martin Scorsese opinó que las películas de Marvel «no son cine».

A medida que aumentó la producción de películas de superhéroes a fines de la década de 2010, se cuestionó la contribución del género al cine. Martin Scorsese, en una entrevista con la revista Empire, comentó que «por muy bien hechas que estén, con los actores haciendo lo mejor que puedan dadas las circunstancias, son parques de atracciones. No es el cine de seres humanos que intentan transmitir emociones y experiencias psicológicas a otro ser humano». Afirmó que las películas de Marvel no eran cine. Más tarde habló de su preocupación por la excesiva confianza de los estudios en estas producciones, creyendo que en «muchos lugares de este país y del mundo, las películas de franquicias son ahora la opción principal si se quiere ver algo en la pantalla grande. Es un momento peligroso para la exhibición de películas y hay menos cines independientes que nunca». Tras las declaraciones de Scorsese, Francis Ford Coppola agregó: «Martin fue amable cuando dijo que no es cine. No dijo que fuese despreciable, lo cual yo digo que es». Más tarde Coppola declaró: «Solía haber películas de estudio. Ahora hay imágenes de Marvel. ¿Y qué es una imagen de Marvel? Una película de Marvel Studios es un prototipo de película que se hace una y otra y otra y otra vez para que se vea diferente».
Quentin Tarantino describió la actualidad como una «guerra» entre las «películas originales» y las franquicias de superhéroes, y en otra ocasión declaró: «Realmente no hay mucho espacio para nada más. Ese es mi problema». Las críticas a las películas de Marvel Studios continuaron con Jennifer Aniston afirmando que las películas de Marvel están «disminuyendo» al resto y que debería haber un «resurgimiento» de «la era de Meg Ryan». «Recuperemos La fuerza del cariño. Ya sabes, El cielo puede esperar, Young Frankenstein, Blazing Saddles, La chica del adiós», agregó la actriz. El director Denis Villeneuve afirmó que «demasiadas películas de Marvel» son «un corte y pegue de otras» y Roland Emmerich afirmó que los grandes blockbusters como ya que las películas de Marvel y Star Wars estaban «arruinando un poco nuestra industria» ya que «ya nadie hace nada original». Woody Allen sostuvo que es «una industria que no tiene nada que ver con el cine como forma de arte». Por otro lado, en marzo de 2022, Nicolas Cage declaró que «Marvel ha hecho un trabajo realmente excelente al entretener a toda la familia. Se lo pensaron mucho. Quiero decir, definitivamente ha tenido una gran progresión desde cuando yo hice las dos primeras películas de Ghost Rider».
Algunos medios han atribuido la creciente popularidad de las franquicias de superhéroes en el nuevo milenio al clima social y político en la sociedad occidental desde los atentados del 11 de septiembre de 2001, aunque otros han argumentado que los avances en la tecnología de efectos especiales han jugado un papel más significativo. Otros han postulado que su dominio en la taquilla se debe en parte a su flexibilidad, un rasgo compartido desde sus orígenes editoriales. A saber, las realidades editoriales de la publicación de historietas, que pueden tener series en funcionamiento durante décadas, alentaron a los escritores a recurrir a una variedad de situaciones de la historia tan diversas, desde lo fantástico hasta lo relativamente realista, durante tanto tiempo y con tanta frecuencia que se ha convertido en un esperado elemento del género.